# Le Monêtier-les-Bains
Le Monêtier-les-Bains är en kommun i departementet Hautes-Alpes i regionen Provence-Alpes-Côte d'Azur i sydöstra Frankrike. Kommunen ligger  i kantonen Le Monêtier-les-Bains som ligger i arrondissementet Briançon. År 2022 hade Le Monêtier-les-Bains 968 invånare.

## Befolkningsutveckling
Antalet invånare i kommunen Le Monêtier-les-Bains
Referens:INSEE